# Enemy at the Gates
Enemy at the Gates är en amerikansk-brittisk-fransk-irländsk-tysk krigsfilm som hade biopremiär i USA den 16 mars 2001 i regi av Jean-Jacques Annaud, som även skrivit filmens manus tillsammans med Alain Godard. Manuset är baserat på boken Enemy at the Gates: The Battle for Stalingrad från 1973 av William Craig.

## Handling
Under slaget vid Stalingrad utmärker sig en av de sovjetiska soldaterna, prickskytten Vasilij Zajtsev (Jude Law),  när han lyckas döda flera tyska officerare. Men tyskarna skickar dit den legendariske prickskytten Erwin König (Ed Harris) för att få korn på honom.

## Medverkande (i urval)
| Jude Law          | – Vasilij Zajtsev                |
| Joseph Fiennes    | – Politiska kommissarien Danilov |
| Rachel Weisz      | – Tanja Khernova                 |
| Bob Hoskins       | – Nikita Chrusjtjov              |
| Ed Harris         | – Major Erwin König              |
| Ron Perlman       | – Koulikov                       |
| Eva Mattes        | – Mamma Filippova                |
| Gabriel Thomson   | – Sasja Filippov                 |
| Matthias Habich   | – General Friedrich Paulus       |
| Sophie Rois       | – Ludmilla                       |
| Ivan Shvedoff     | – Volodja                        |
| Mario Bandi       | – Anton                          |
| Gennadij Vengerov | – Starsjina                      |
| Michail Matvejev  | – Farfar                         |

## Övrigt
- Scenen när Vasilij Zajtsev (Jude Law) skjuter fem tyska officerare från en fontän har även populariserats genom datorspelet Call of Duty.

### Fotnoter
1. ↑  ”Enemy at the Gates” (på engelska). Box Office Mojo. 16 mars 2001. http://www.boxofficemojo.com/movies/?id=enemyatthegates.htm. Läst 7 september 2016.